# Джейкоб Біґелов
Джейкоб Біґелов (27 лютого 1787, Садбері, штат Массачусетс — 10 січня 1879, Бостон) — американський лікар і ботанік. Його абревіатура для ботанічного автора — «Bigelow».

## Життя
Біґелов, син фермера, навчався в Гарвардському університеті, де отримав ступінь бакалавра, а після завершення медичного факультету — ступінь доктора медицини в Пенсильванському університеті в 1810 році.
Він швидко став відомим як ботанік. Він підтримував контакти Джеймсом Смітом, Генріхом Шредером та Оґюстеном Декандолем. У 1812 році його було обрано до Американської академії мистецтв і наук. Він був обраний членом Американського філософського товариства в 1818 році. У 1820 році він був одним із п'ятьох людей, які склали Американську фармакопею, першу збірку північноамериканських лікарських рослин, і відіграв ключову роль у встановленні медичної номенклатури в англомовному світі.
Біґелов заснував перший парковий цвинтар у Сполучених Штатах, цвинтар Маунт-Оберн поблизу Бостона, який мав стати взірцем для всіх інших паркових цвинтарів у країні, а архітектурні елементи якого були розроблені Біґеловом особисто.
Він працював у Массачусетській лікарні загального профілю, де в 1856 році встановлено його бюст. З 1815 до 1855 року він був професором медицини в Гарвардському університеті, а з 1816 по 1827 рік обіймав там посаду професора стипендії Румфорда. Результатом його лекцій стали «Основи технологій» (Elements of Technology), які були перевидані в 1840 році у двох томах під назвою «Корисні мистецтва, розглянуті у зв'язку із застосуванням науки» (Useful Arts considered in Connection With the Applications of Science).
Протягом багатьох років він був президентом Массачусетського медичного товариства, а з 1847 до 1863 року — президентом Американської академії мистецтв і наук. Його особливий інтерес був пов'язаний з навчанням студентів. Його «Florula Bostoniensis» вважалася еталоном праці з флори Нової Англії протягом трьох десятиліть. Окрім книг та статей за його спеціальністю, він також писав вірші.
«Американська медична ботаніка» була першою книгою, опублікованою в США з кольоровими ілюстраціями, для якої Біґелов розробив особливу техніку, різновид акватинта.
Біґелов був палким послідовником технологічного утопіста Джона А. Ецлера та черпав багато натхнення з його головної праці «Рай» (Das Paradies).

## Почесні звання
У 1819 році Джеймс Едвард Сміт назвав на його честь рід рослин Bigelovia з родини маслинових (Oleaceae).

## Твори
- On the clavus or ergot of rye and other plants. In: The New England journal of medicine and surgery, V (1816), S. 156–164 (Digitalisat)
- Florula Bostoniensis (1814; erweiterte Auflagen 1824 und 1840)
- American Medical Botany, being a collection of the native medicinal plant of the United States. 3 Bände, Boston 1817–1820.
- Elements of Technology (1829)
- Nature in Disease (1854)
- Eolopoesis (1855)
- History of Mount Auburn (1860)
- On the Limits of Education (1865)
- A Brief Exposition of Rational Medicine (1867)
- The Paradies of Doctors, a Fable (1867)
- Modern Inquiries (1867)
- Remarks on Classical Studies (1867)

## Вебпосилання
- Бібліографія Джейкоба Біґелова на сайті IPNI
- Jacob Bigelow (1787-1879) Papers. In: Library of the Gray Herbarium Archives. Harvard University, abgerufen am 13. Januar 2016.
- www.encyclopedia.com
- Джейкоб Біґелов на сайті Notable Names Database (англ.)